# (1001) Gaussia
(1001) Gaussia – planetoida z zewnętrznej części pasa głównego asteroid okrążająca Słońce w ciągu 5 lat i 271 dni w średniej odległości 3,21 au. Została odkryta 8 sierpnia 1923 roku w Obserwatorium Simejiz na górze Koszka na Półwyspie Krymskim przez Siergieja Bielawskiego. Nazwa planetoidy pochodzi od Carla Gaussa, niemieckiego matematyka i astronoma. Przed jej nadaniem planetoida nosiła oznaczenie tymczasowe (1001) 1923 OA.